# Белый Ключ (Николаевский район)
Белый Ключ — село в Николаевском районе Ульяновской области в составе Барановского сельского поселения. 

## География
Находится на расстоянии примерно 16 километров на юг-юго-восток по прямой от районного центра поселка Николаевка.

## История
В 1912 году в сельце был 71 двор и 446 жителей, деревянная  Михайло-Архангельская церковь и школа.

## Население
Население составляло 23 человек (русские 96%) в 2002 году, 9 по переписи 2010 года.